# Triakis
Triakis is een geslacht van de familie van gladde haaien (Triakidae) en kent 5 soorten.

## Taxonomie
- Triakis acutipinna Kato, 1968 – Scherpvinluipaardhaai
- Triakis maculata Kner & Steindachner, 1867 – Gespikkelde luipaardhaai
- Triakis megalopterus (Smith, 1839) – Gevlekte luipaardhaai
- Triakis scyllium Müller & Henle, 1839 – Bandluipaardhaai
- Triakis semifasciata Girard, 1855 – Luipaardhaai

Furgaleus · Galeorhinus · Gogolia · Hemitriakis · Hypogaleus · Iago · Mustelus · Scylliogaleus · Triakis